# هادرسدورف کامرن
هادرسدورف کامرن (به آلمانی: Hadersdorf-Kammern) یک منطقهٔ مسکونی در اتریش است که در ناحیه کرمس-لاند واقع شده‌است. هادرسدورف کامرن ۱٬۹۷۶ نفر جمعیت دارد.